# Jeffrey Leiwakabessy
Jeffrey Leiwakabessy é um futebolista holandês que joga atualmente no NEC Nijmegen.

## Títulos

### NEC
- Eerste Divisie (1): 2014–15